# La Botella
La Botella (spanisch Flasche) ist ein vorwiegend in Lateinamerika aber auch in Nordamerika verwendetes Naturprodukt im Bereich der Alternativ- und Komplementärmedizin aus der Dominikanischen Republik und beinhaltet Zubereitungen der auf der Insel Hispaniola („die spanische Insel“) vorkommenden Pflanzenarten, die traditionell für medizinische Heilmethoden verwendet werden.
Auch nach mehreren hundert Jahren medizinischer Weiterentwicklung und dem Import aller gängigen und auch nachgewiesen hilfreichen Arzneimittel bevorzugen heute noch viele Dominikaner, jedoch vorwiegend die ältere Generation, die Verwendung von Heilpflanzen.
In ländlichen Gegenden und auch in den Bergregionen haben die meisten ansässigen Familien einen eigenen Kräutergarten, mit dessen Pflanzen sie eigene gesundheitliche Leiden und die von Familienangehörigen oder Nachbarn behandeln. Personen mit besonderen Kenntnissen über die Heilkräfte von Pflanzen sind als Curandero (Heiler oder Schamane) bekannt. Ein traditionell verwendetes Produkt ist dabei „La Botella“, das meist durch Naturheilkundige hergestellt wird.

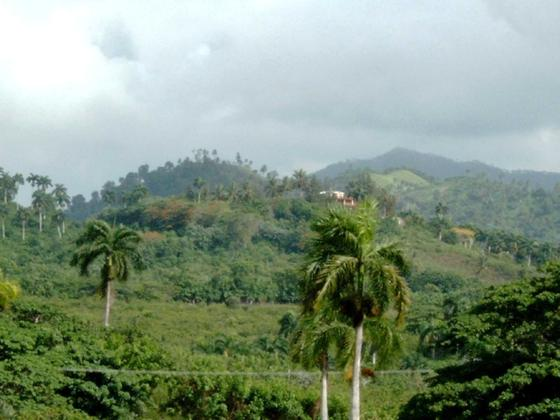
Bergregion bei San Cristobal, Dominikanische Republik

Die medizinische Wirksamkeit solcher Präparate ist nicht erwiesen.

## Produkt
Botellas sind selbst hergestellte Hausmittel die sehr viele verschiedene Inhalte haben können. Deswegen lässt sich nicht sagen, welches Ur-Rezept eine Botella hat. Manche sind mit Honig andere mit Zucker versetzt, einige enthalten Samen und andere Blüten von Pflanzen, einige enthalten Wurzeln und andere Blätter, wieder anderer enthalten gemahlene Schalen oder fleischige Blätter, einige Botellas werden nur erhitzt und andere längere Zeit gekocht. Bei vielen Botellas wird zusätzlich noch Eisenpulver, Lavendel, Kamille, Aspirin, Rum oder Malz beigefügt.
Auf dem Land sagt man, je komplexer die Krankheit sei, desto umfangreicher ist die Liste der Zutaten von Botella, um die Krankheit zu heilen oder das Leiden zu mildern. Die häufigsten Rezepte beziehen sich auf Fruchtbarkeitsprobleme bei Frauen und Männern und die Regulierung von Menstruationsbeschwerden. La Botella wird von Experten zubereitet. Diese bereiten Botellas auch für Kinder zu und Jugendliche im Entwicklungsstadium. Botellas sind so vielfältig wie es Hepatitis- oder Tuberkulose-Erkrankungen sind. Des Weiteren stellen Curanderos Botellas für Atemwegserkrankungen, Rheuma, Knochenschwund und zur Beseitigung von Verdauungsstörungen her.

### La Botella – Heilpflanzen und deren Wirkstoffe
Die Wissenschaft versucht, den Heilwirkungen bestimmter Pflanzen auf die Spur zu kommen, indem sie ihre Inhaltsstoffe analysiert und in Gruppen einordnet. Das letzte Geheimnis einer Heilpflanze besteht aber in ihrer jeweils besonderen Verbindung vieler Stoffe, die auch heute noch großenteils unbekannt sind. Zu beachten ist, dass viele Kräuter und Heilpflanzen, die in La Botella Verwendung finden, nicht von der Pharmaindustrie zugelassen sind. Diese Pflanzen werden in der Regel von Heilern, Schamanen, Alchemisten empfohlen und verwendet.

### Produktvarianten
Die Vielfalt der Verwendung von La Botella ist sehr umfangreich. Die häufigsten Rezepte beziehen sich jedoch auf Fruchtbarkeitsproblemen bei Frauen und Männern und der Regulierung der Menstruationsbeschwerden. Aber auch bei Alltagsbeschwerden wie Halsschmerzen, Fieber, Erbrechen, Durchfall und vielen anderen gesundheitlichen Problemen werden Botellas zubereitet.

### Nachahmer
Botellas werden in der gesamten Dominikanischen Republik zubereitet. Oftmals jedoch von keinen Experten, sondern von selbsternannten Heilern die weder ausreichende Kenntnisse von Heilpflanzen noch von den Gebrechen haben, für die sie die Botella zubereiten. Dementsprechend schlecht sind oftmals auch die Erfolgsquoten, wenn nicht im schlimmsten Fall sogar mit gesundheitlichen Folgeschäden bei einer falschen Zusammensetzung oder Rezeptur einer Botella zu rechnen ist. Eine Garantie, Kostenerstattung oder sogar Schadenersatz sind von vornherein ausgeschlossen und das wissen auch die Käufer von La Botella. Das Vertrauen in dieses Produkt oder in den Curador, der die Botella herstellt, lässt allerdings für diese Zweifel bei den Einheimischen keinen Platz.

### Herstellung von einer Botella
Alle Inhalte von La Botella sind fasst ausschließlich auf rein pflanzlicher Basis, gewonnen aus Pflanzen und Kräutern die in der Dominikanischen Republik wachsen. Aus den Blättern, Hölzern, Wurzeln, Samen dieser Pflanzen und Kräuter wird über einen längeren Zeitraum ein Sud gekocht. Danach werden die festen Bestandteile dieses Sudes durch mehrfaches Filtern vollends entfernt und es bleibt nur noch die Flüssigkeit übrig und man kann es als ein Tee-ähnliches Getränk ansehen.

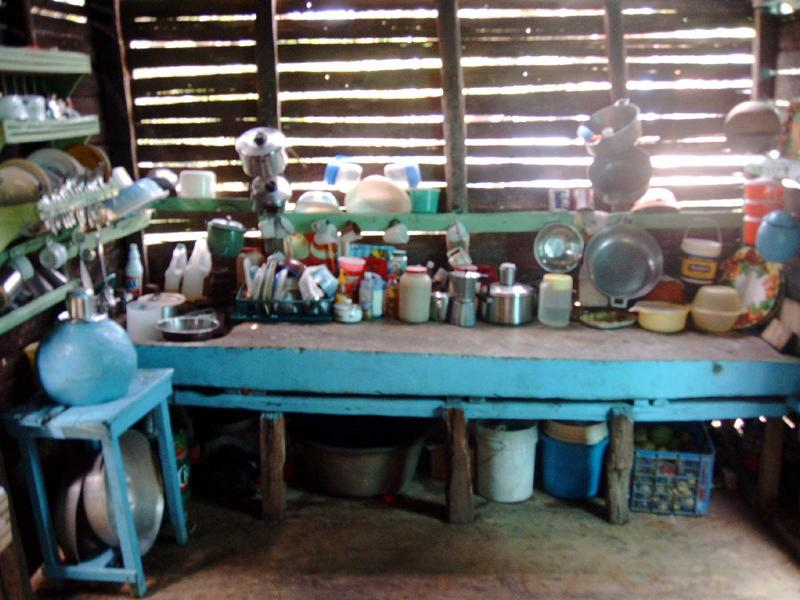
Dort werden Botellas zubereitet (typische Küche in ländlicher Gegend der Dominikanischen Republik).

### Konsum und Geschmack von La Botella
La Botella wird in einer Menge von 2,0 Litern den Anwendern oder Käufern übergeben. Während der Anwendungszeit von 10 Tagen (dabei hat der Anwender täglich ein Glas von 0,2 Liter zu trinken) muss La Botella im Kühlschrank aufbewahrt werden da diese keine Konservierungsmittel enthält die die Haltbarkeit verlängern. Der Geschmack ist von Botella zu Botella durch die verschiedenen Inhaltsstoffe verschieden jedoch überwiegt bei fasst allen Botellas ein Geschmack nach Lakritze.

## Rezepte
Ein einheitliches allgemeingültiges Rezept, um die eine oder die andere Krankheit zu lindern oder zu heilen gibt es nicht. Vielmehr sind die Kenntnisse der Heilpflanzen und die Kunst der Zubereitung einer wirksamen Botella über Generationen an die Nachfahren weitergegeben worden. Dabei haben sich wirksame Rezepte etabliert – wurden aber keinem Dritten zugänglich gemacht. Für viele Curadore ist der Verkauf einer Botella die einzige Einnahmequelle um seinen Lebensunterhalt bestreiten zu können. Diese wirksamen Rezepte zu veröffentlichen würden seine Existenz bedrohen. Viele Dominikaner sind sehr arm.

### Zutatenliste
Die Insel Hispaniola besitzt die höchste Biodiversität in der Karibik. Dort findet man eine solch große Vielfalt von Pflanzen und Tieren wie nirgends sonst im karibischen Raum.
Für Haiti, den westlichen Teil der Insel, gilt dies leider längst nicht mehr, aber für die Dominikanische Republik durchaus. Man kennt hier 5600 verschiedene Pflanzenarten.
Mindestens 1800 dieser Pflanzen sind endemisch – das heißt, sie kommen nur auf der Insel Hispaniola vor und sonst nirgendwo. Doch viele sind gefährdet; die Botaniker machen sich Sorgen. Aus dieser Vielfalt resultiert die einzigartige Zusammensetzung und nicht zuletzt der Erfolg von La Botella.

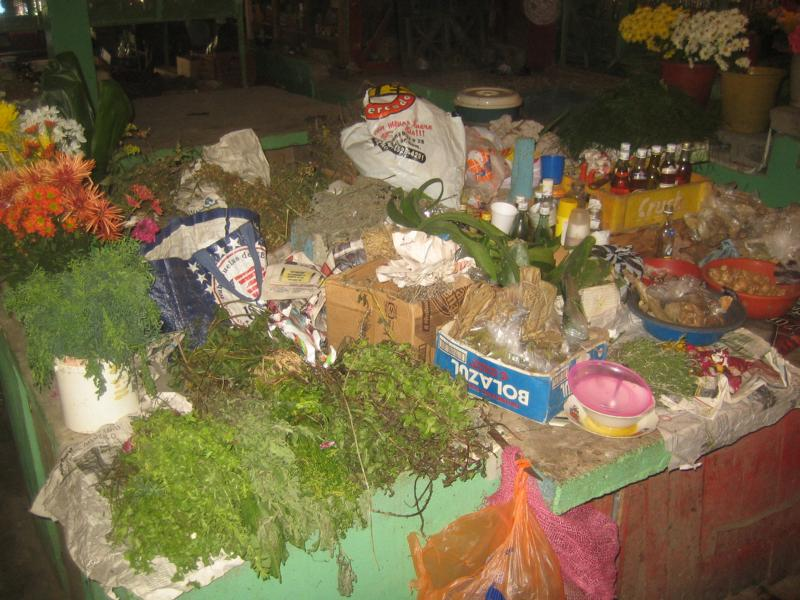
Kräuter-Markt in San Cristobal, Dominikanische Republik

 Die Hersteller von La Botella verwenden in etwa 250 Pflanzenarten, die sie differenzieren nach ihren  verschiedenen Qualitäten und heilenden Eigenschaften, nach Ernährungs-, Ästhetische- und Zauberpflanzen.

## Mythen
Die Mütter in ländlichen Gegenden sagen, dass „die Reinigung mit einer Botella“ während der Menstruation eine wichtige Rolle in der gesunden Entwicklung der weiblichen Organe und im Sozialverhalten der Jugendlichen spiele. Wenn sich der Jugendliche nicht angemessen verhält, zum Beispiel eine verbotene Frucht isst, so wird ihm zur Reinigung des Körpers eine Botella als Abführmittel aus den Blättern, der Wurzel oder den Samen des Baumes, von der er die verbotene Frucht gegessen hat, zubereitet. Auf diese Weise wird der „verschmutzte Körper“ wieder gereinigt. Man kann die Praxis des Verbots, bestimmte Früchte zu essen, und die danach verbundene „Reinigung des verschmutzen Körpers“ damit vergleichen, die Jugendlichen zu kontrollieren und deren Körper im Gleichgewicht zu halten. In ländlichen Gebieten ist die Meinung weit verbreitet, dass ein körperliches Ungleichgewicht Krankheiten und ein nicht angemessenes Verhalten des Jugendlichen verursache. Botellas werden dazu verwendet, dieses Gleichgewicht wiederherzustellen.

## Verbindung zu Voodoo und der afrikanischen Medizin
Die Insel Hispaniola beheimatet 2 Staaten: die Dominikanische Republik und Haiti.
Im Fall, dass der Heiler oder Curandero ein Haitianer ist, ist die Wahrscheinlichkeit gegeben, dass er der Voodoo-Religion angehört. Am 4. April 2003 wurde Voodoo zur offiziellen Religion in Haiti erhoben.
In ihrer Schlussfolgerung zeigt Marit Brendbekken auf, dass die traditionelle Dominikanische Medizin – zu der auch „La Botella“ gehört – Konzepte und Praktiken im Zusammenhang mit Voodoo (Haiti) und der afrikanischen Medizin hat sowie in der humoralen Theorie der Körperflüssigkeiten und der traditionellen spanischen Medizin basiert. Dazu gehören diese in ihrem Buch angegebenen Heilpflanzen – Erfahrungen über Jahrhunderte angesammelt durch die Taíno (Ureinwohner der Dominikanischen Republik), spanischer Eroberer, afrikanischen Sklaven und anderen …
Loco (Voodoo)
Loco (auch Papa Loko) ist in der Voodoo-Religion der Loa der Bäume und Pflanzen. Er ist der Patron aller Heilmittel, die aus Pflanzen hergestellt werden und somit auch der Schützer der Heiler, die mit Pflanzenmedizin arbeiten.
Er wird vor allem bei Ritualen angerufen, bei denen es um Heilung geht. Der Heiler bittet Loco um Unterstützung, und dass seine Medizin auch wirke. Ihm wird oft nach den Ritual ein Baum oder eine Blume gepflanzt. Es kann auch Baumrinde (von einem bereits toten Baum) sein.